# CBEFF
CBEFF(Common Biometric Exchange Formats Framework, 생체인증 데이터 교환 형식 표준)은 1999년 미국 국립표준기술연구소와 BioAPI 컨소시엄에서 제정한 표준안이다. 서로 다른 생체인증 기기와 응용 프로그램에서 효율적으로 생체정보를 교환할 수 있게 한다.

## 구조
- 표준 바이오메트릭 헤더 (SBH, Standard Biometric Header)
- 바이오메트릭 메모리 블록 (BSMB, Biometric Specific Memory Block)
- 서명 (SB, Signature Block)

## 같이 보기
- K-CBEFF (Korean Common Biometric Exchange Formats Framework Standard)
- EFTS (Electronic Fingerprint Transmission Specification)